# Sulcus (Planetologie)

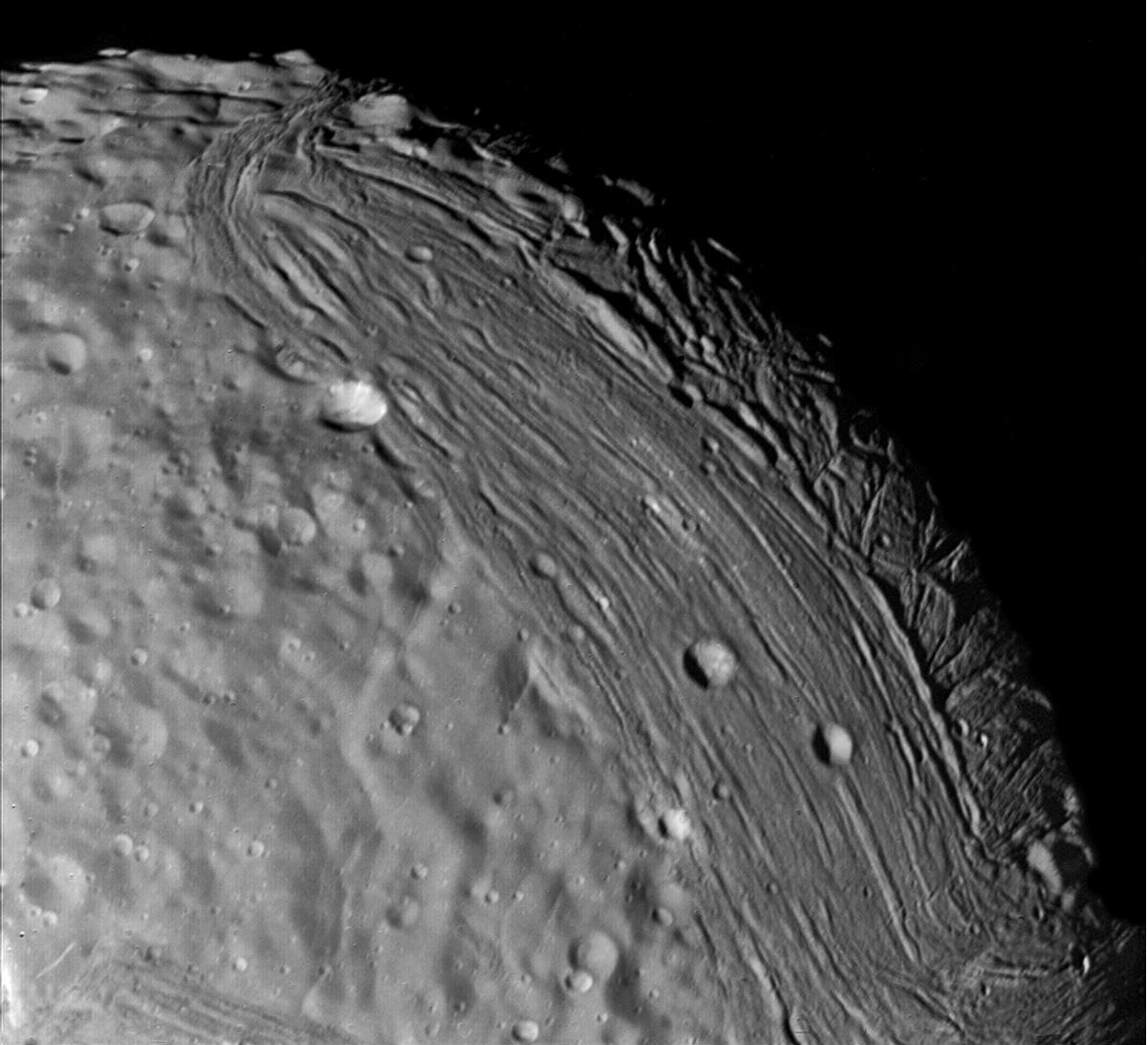
Sulci auf dem Uranusmond Miranda

Als Sulcus (lat. für Furche, Graben), Mehrzahl Sulci werden in der Planetologie linienförmige Strukturen von Furchen und Rinnen bezeichnet. Sie treten am häufigsten bei den Eismonden der äußeren Planeten auf, wo sie oft breite Systeme parallel verlaufender flacher Gräben bilden und mehrere 1000 km lang sein können.
Sie haben sich in der Frühzeit dieser Himmelskörper durch die horizontale Verschiebung von Krustenteilen gebildet und stellen eine Art von Trennfugen dar. Die Ursachen dieser Tektonik sind überwiegend Gezeiteneffekte durch die großen, stark abgeplatteten Gasplaneten, vereinzelt auch vulkanische Phänomene.
Die Bänder breiterer Sulci weisen oft unterschiedliche Albedo auf, wodurch sie auf Fotos der Raumsonden deutlich hervortreten. Manche verlaufen quer über die Grenzen zwischen alten und jüngeren Regionen, beispielsweise der Uruk Sulcus auf dem Jupitermond Ganymed.
Die geringe Tiefe vieler Sulci hängt mit dem porösen Krustenmaterial (überwiegend Wassereis mit nur geringem Gesteinsanteil) zusammen, das die entstandenen Fugen von unten her teilweise wieder auffüllte.